# Alexa Kelly
Alexa Kelly (Columbus (Ohio), 19 februari 1975) is een Amerikaans glamour- en fotomodel van Italiaanse afkomst langs vaderskant.

## Biografie
Al op jonge leeftijd wilde ze model worden. Toen ze 15 was, schreef Alexa's moeder haar in voor een modeling- en een etiquettecursus, en op de leeftijd van 16 begon Alexa Kelly als fotomodel. In het begin deed ze voornamelijk  promotioneel modelwerk als vertegenwoordigster van diverse firma's en als het gezicht van hun producten. 
Sindsdien was Alexa Kelly te zien op verschillende websites als een van de "hottest ladies" op het internet.
Op 29 september 2005 lanceerde ze de Alexa Kelly Yahoo Group, een  interactieve groep voor haar fans, die video's, fotogalerijen, files, roddel en downloads bevat.